# The Wave (álbum)
The Wave es el primer álbum en solitario del cantautor británico de rock Tom Chaplin publicado el 14 de octubre de 2016. Fue su regreso a la música luego del periodo de descanso que tiene con su banda, Keane, a partir del año 2013.

## Lista de canciones
| N.º   | Título                | Escritor (es)                      | Duración |  |
| 1.    | «Still Waiting»       | Tom Chaplin - Dan Heath            | 3:51     |  |
| 2.    | «Hardened Heart»      | Chaplin - Max McElligott           | 3:44     |  |
| 3.    | «The River»           | Chaplin - Matt Hales               | 4:12     |  |
| 4.    | «Worthless Words»     | Chaplin - Matt Hales               | 3:05     |  |
| 5.    | «I Remember You»      | Chaplin                            | 3:46     |  |
| 6.    | «Bring the Rain»      | Chaplin - McElligott               | 4:16     |  |
| 7.    | «Hold On to Our Love» | Chaplin - McElligott               | 3:45     |  |
| 8.    | «Quicksand»           | Chaplin - Hales                    | 4:03     |  |
| 9.    | «Solid Gold»          | Chaplin - Paul Barry Mark - Taylor | 3:53     |  |
| 10.   | «See It So Clear»     | Chaplin - Hales                    | 3:34     |  |
| 11.   | «The Wave»            | Chaplin - David Kosten             | 3:24     |  |
| 41:13 |                       |                                    |          |  |

### Bonus Tracks (sólo en ediciones Deluxe)
| N.º   | Título           | Escritor (es)         | Duración |  |
| 12.   | «Better Way»     | Chaplin - Jim Eliot   | 4:10     |  |
| 13.   | «Turning back»   | Chaplin               | 3:32     |  |
| 14.   | «Love Wins»      | Chaplin               | 3:58     |  |
| 15.   | «Cheating Death» | Chaplin               | 4:15     |  |
| 16.   | «Bound Together» | Chaplin - Matt Morris | 3:21     |  |
| 18:36 |                  |                       |          |  |